# Online Koran Projekt
Online Koran Projekt (OQP) (fra engelsk Online Quran Project) er en plan lanceret i slutningen af 2007, hvis formål er at skabe en hjemmeside med Koranens tekster oversat til flere sprog og med søgemulighed. Projektet er det  første, som overholder reglerne for fulde accenttegn (tawjeed) fra den originale Koran.

## Koranens tekst
Offentlig tilgængelige korantekster på internettet indeholder en del taste- og accent-fejl primært pga.:
- Manglende accent
- Forkert tekstopstilling
- Tekniske vanskeligheder (med arabisk tekst).

Tanzil Projektet er målrettet mod at komme disse problemer til livs og har publiceret en korantekst, som kan anvendes til websider og applikationer. Citat:
'Vores opgave på Tanzil-projektet er at fremstille en standardkorantekst og være en pålidelig kilde til den på nettet'
Online Koran Projektet anvender:
- Dagger alif [hævet alif] (som i عَلىٰ),
- Pauseangivelser (som ۖ og Sajda) og
- Rub al-hizb tegn (۞).

## Koranoversættelser
Der eksisterer et stort antal oversættelser af Koranen på internettet. I Online Koran Projektet er samlet en del af dem, som projektet anser for at være mest pålidelige. Det drejer sig om oversættelser på følgende sprog (med antallet af forskellige udgaver anført i parentes): 
Albanske (3), azeri (1), bengali (1), bosnisk (3), dansk (1), engelsk (37), finsk (1), fransk (3), hollandsk (2), indonesisk (bahasa) (1), italiensk (1), japansk (1), kroatisk (2), malay (1), malayalam (1), norsk (1), polsk (2), persisk (farsi) (4), portugisisk (1), polsk (1), rumænsk (1), russisk (4), sindhi (1), spansk (4), svensk (2), swahili (1), tatar (1), tjekkisk (2), tyrkisk (10), tysk (5), urdu (4).
Disse oversættelser kan hentes på projektets hjemmeside.

## Dansk, svensk og norsk oversættelse
På dansk findes (primo 2008) to komplette, online oversættelser: 
1. A.S. Madsens oversættelse, som er udgivet af Ahmadiyya- bevægelse. OQP har delvist lagt denne online[4].
2. Ellen Wulffs oversættelse, udgivet af forlaget Vandkunsten. Denne er underlagt copyright og kan ikke anvendes af projektet.

På svensk findes (primo 2008) tre komplette, oversættelser, hvor 2 af dem er online (begge er tilgængelig på OQP):
1. Koranens Budskap af Mohammed Knut Bernström.
2. Rashed Kalifs oversættelse, som er blevet oversat fra engelsk.

På norsk findes (primo 2008) en komplet oversættelse (tilgængelig på OQP):
1. Einar Berg norske oversættelse fra 1980.